# Concattedrale di Santa Lucia
La concattedrale di Santa Lucia (in albanese Konkatedrala e Shën Luçisë) è una chiesa cattolica di Durazzo, concattedrale dell'arcidiocesi di Tirana-Durazzo.

## Storia
Dopo la conquista ottomana di Durazzo nel 1501 furono distrutte tutte le chiese cristiane all'interno della città e per i tre secoli successivi non fu concessa la costruzione di nuove chiese; i pochi cristiani della città, sia cattolici che ortodossi, dovettero quindi recarsi nelle chiese dei villaggi vicini, tra cui una situata al di fuori delle mura cittadine e dedicata a Lucia di Siracusa.
La chiesa fu costruita probabilmente nel XVIII secolo, impiegando materiali di risulta provenienti da edifici abbandonati di epoca bizantina, come testimonia la presenza su alcuni mattoni del monogramma dell'imperatore Anastasio I Dicoro, e fu conclusa forse entro il 1868. Nel 1937 fu dichiarata ufficialmente cattedrale della diocesi di Durazzo.
Sotto il regime socialista fu portata avanti una forte persecuzione nei confronti dei cristiani, tanto che l'arcivescovo di Durazzo, Vinçenc Prennushi, fu arrestato nel 1947 e morì in prigione nel 1949. La chiesa cadde in disuso a partire dal 1967 con la proclamazione in costituzione dell'ateismo di Stato, salvandosi tuttavia dalla demolizione e tornando ad essere un luogo di culto nel 1991; durante questo periodo sarebbe stato distrutto il campanile della chiesa.
Nel 2001 con la consacrazione della chiesa di San Paolo a Tirana, quest'ultima è divenuta cattedrale dell'arcidiocesi di Tirana-Durazzo, sebbene la chiesa di Santa Lucia abbia mantenuto la dignità di concattedrale.
Tra il 2013 e il 2018 la chiesa è stata sottoposta ad un restauro finanziato in larga parte dalla comunità albanese dello stato di New York. Poco dopo il termine del restauro le è stato riconosciuto lo status di protezione preliminare, propedeutico alla dichiarazione come monumento culturale.